# Stegocephaloides
Stegocephaloides är ett släkte av kräftdjur som beskrevs av Georg Ossian Sars 1891. Stegocephaloides ingår i familjen Stegocephalidae.
Kladogram enligt Catalogue of Life och Dyntaxa:
| Stegocephaloides | \| \| Stegocephaloides auratus \| \| \| \| \| \| Stegocephaloides christianiensis \| \| \| \| |
|                  | \| \| Stegocephaloides auratus \| \| \| \| \| \| Stegocephaloides christianiensis \| \| \| \| |
|                  | Alania                                                                                        |
|                  |                                                                                               |
|                  | Andaniexis                                                                                    |
|                  |                                                                                               |
|                  | Andaniopsis                                                                                   |
|                  |                                                                                               |
|                  | Andaniotes                                                                                    |
|                  |                                                                                               |
|                  | Austrocephaloides                                                                             |
|                  |                                                                                               |
|                  | Bathystegocephalus                                                                            |
|                  |                                                                                               |
|                  | Bouscephalus                                                                                  |
|                  |                                                                                               |
|                  | Euandandania                                                                                  |
|                  |                                                                                               |
|                  | Euandania                                                                                     |
|                  |                                                                                               |
|                  | Gordania                                                                                      |
|                  |                                                                                               |
|                  | Parandania                                                                                    |
|                  |                                                                                               |
|                  | Parandaniexis                                                                                 |
|                  |                                                                                               |
|                  | Phippsia                                                                                      |
|                  |                                                                                               |
|                  | Phippsiella                                                                                   |
|                  |                                                                                               |
|                  | Pseudo                                                                                        |
|                  |                                                                                               |
|                  | Stegocephalexia                                                                               |
|                  |                                                                                               |
|                  | Stegocephalopsis                                                                              |
|                  |                                                                                               |
|                  | Stegocephalus                                                                                 |
|                  |                                                                                               |
|                  | Stegosoladidus                                                                                |
|                  |                                                                                               |
|                  | Tetradeion                                                                                    |
|                  |                                                                                               |
|                  | Stegocephaloides auratus                                                                      |
|                  |                                                                                               |
|                  | Stegocephaloides christianiensis                                                              |
|                  |                                                                                               |

|  | Stegocephaloides auratus         |
|  |                                  |
|  | Stegocephaloides christianiensis |
|  |                                  |